# Вентури, Роберт
Ро́берт Венту́ри (англ. Robert Venturi, 25 июня 1925[…], Филадельфия, Пенсильвания, США — 18 сентября 2018[…], Филадельфия, Пенсильвания, США) — американский архитектор, один из родоначальников постмодернизма. Лауреат Притцкеровской премии, кавалер Золотой медали Американского института архитектуры (2019).

## Биография
Родился и вырос в семье квакеров — представителей религиозного общества, проповедующего скромность в быту. Учился в архитектурной школе Принстонского университета (1947—1950) и Американской академии в Риме (1954—1956). Работал в архитектурных фирмах О. Стонорова (Филадельфия), Э. Сааринена (Блумфилд-Хиллс, штат Мичиган) и Л. Кана (Филадельфия). В 1964 открыл (вместе с Дж. Раухом) собственную фирму (совладелицей которой стала в 1967 и жена Вентури — Дениз Скотт-Браун). С 1980 — это фирма «Вентури, Раух & Скотт Браун». В последние десятилетия фирма активно занималась созданием мебели и выставочным дизайном. С 1957 Вентури активно работал как педагог, был профессором Пенсильванского университета.

## Теоретическая концепция Роберта Вентури
Его книги «Сложности и противоречия в архитектуре» (1966) и «Уроки Лас-Вегаса» (1972) наравне с работами Чарльза Дженкса заложили теоретическую основу постмодернизма в архитектуре. Работы Роберта Вентури в области современной теории архитектуры считают не менее значимыми, чем теоретические работы Ле Корбюзье.
Концепция «крова с декорацией на нём», поиск противоречий в архитектуре модернизма, пересмотр идеалов модернизма и обращение к поп-арту — вот лишь немногие инновации Вентури. Он проводит пересмотр традиций модернизма (а вместе с ними и традиций всей предыдущей культуры, основанных на безоговорочной вере в науку и прогресс) и даёт определение новой архитектуры, которая должна сменить модернистскую практику. Вентури выявляет основные черты новой архитектуры (декор, функция как декор, новый эклектизм, основанный на прямом цитировании самых разных источников в одном произведении, ироничное переосмысление модернизма).
Развивая свою теорию, Роберт Вентури проводит интересные, иногда неожиданные сравнения, чтобы пояснить своё определение архитектуры и способ формирования выбранных концепций. Для этого он сравнивает Рим и Лас-Вегас, абстрактный экспрессионизм и поп-арт, Витрувия и Гропиуса, Миса ван дер Роэ и «Макдоналдс», Скарлатти и Битлз. Сами сравнения характеризуют подход Вентури как постмодернистский: он легко смешивает исторические эпохи, стили и жанры (Витрувий рядом с Гропиусом, музыка классическая и популярная и т. д.). Теоретическая концепция Вентури стала выражением архитектуры постмодернизма, для которой нет разницы между прошлым и настоящим, между культурами (глобально — Америка-Европа-Восток) и социальными форматами. Всё становится пространством для извлечения цитат.
Вентури говорит об увлечённости американских архитекторов 1950-х годов Римом как историческим пространством. При этом, сознание американских архитекторов было тесно связано с модернизмом. В Риме, очарованные его мощной эмоциональной силой, они видели не символизм, а абстрактные композиции другого места и времени. Ориентируясь на этот опыт, они создали в Америке свои пьяццы, которые выглядели сухими конфигурациями композиционных элементов — формы и текстуры, рисунка и цвета, ритмов, акцентов и масштабных соотношений. Чтобы воспринять уроки Рима, архитекторы должны были пройти уроки символизма Лас-Вегаса, что, по мнению Вентури, произошло в 1960-е годы. Символизм Лас-Вегаса — это символизм поп-арта, который открывал снова ценность изобразительного искусства, приведя градостроителей, таким образом, к мысли об ассоциации, как элементе архитектуры. Они также показали ценность обыденных и общепринятых элементов, помещая их в новое окружение, в новый контекст на разных уровнях для достижения новых значений, постигаемых наряду с их старыми значениями.
Сопоставляя Скарлатти и Битлз, Вентури говорит о вкусах современного человека, о том, что он одновременно может слушать классическую и поп-музыку. Современный человек эклектичен во вкусах и предпочтениях. Вопрос, сформулированный Вентури обращает внимание на ценность массовой архитектуры. Почему современному человеку не может нравиться «поп-архитектура»? Вентури полагает, что человек цепляется за старомодные архитектурные идеи в целом. Стереотипы связывают архитектуру с существованием одного доминирующего канона вкуса, и любое искусство, которое не следует этому канону — низшее.
Вентури предпочитает в архитектуре гибридные, искривлённые, неопределённые, традиционные, противоречивые, двусмысленные формы. Он стремится найти динамику, жизненность (для которой характерна хаотичность), богатство значений. Он говорит о том, что «меньше — это скука» (ср. Мис ван дер Роэ: «меньше — это больше»). Архитектуру модернизма он упрекает в цельности, прямолинейности, простоте, ясности, безликости и скучности.

## Архитектурная практика Роберта Вентури
- Часовня епископальной академии (Episcopal Academy Chapel); Newtown Square, Пенсильвания (2008)
- Библиотека Дамбертон Оакс (Dumbarton Oaks Library), Гарвардский университет; Вашингтон (2005)
- Undergraduate Science Building, Life Sciences Institute and Palmer Commons complex, Университет Мичигана, Мичиган (2005)
- Biomedical Biological Science Research Building (BBSRB), Университет Кентукки; Лексингтон, Кентукки (2005)
- Библиотека Бейкер/Берри (Baker/Berry Library), Дартмус колледж; Гановер, Нью-Гемпшир (2002)
- Центр первого кампуса (Frist Campus Center), Принстонский университет, Нью-Джерси (2000)
- Библиотека специальных коллекций Ронера (Rauner Special Collections Library), Дартмус колледж. Гановер, Нью-Гемпшир (2000)
- Двор Перельмана (Perelman Quadrangle), Университет Пенсильвании, Филадельфия (2000)
- Gonda (Goldschmied) Neurosciences and Genetics Research Center, UCLA; Лос-Анджелес, Калифорния (1998)
- Музей современного искусства (Museum of Contemporary Art), Сан-Диего, Калифорния (1996)
- Музей детства (Children’s Museum); Хьюстон, Техас (1992)
- Медицинский исследовательский институт Гордона и Вирджинии МакДональд (Gordon and Virginia MacDonald Medical Research Laboratories), UCLA; Лос-Анджелес, Калифорния (1991)
- Сейнсбери-винг (Расширение Национальной галереи), (Sainsbury Wing, National Gallery), Лондон, 1987—1991
- Художественный музей Сиэтла; Сиэтл, Вашингтон (1991)
- Реставрация библиотеки Фишера (Restoration of the Fisher Fine Arts Library), Университет Пенсильвании, Филадельфия (1991)
- Дом в Ист-Хамптоне (House in East Hampton), Лонг-Айленд, Нью-Йорк (1990)
- Лаборатория Льюиса Томаса (Lewis Thomas Laboratory), Принстонский университет, Нью-Джерси (1986)
- Гордон-Ву-холл (Gordon Wu Hall); Принстонский университет, Нью-Джерси (1983)
- Дом в Нью-Касл (House in New Castle), (1983)
- Дом и студия Кокс-Гайдна (Coxe-Hayden House and Studio); Род Айленд (1981)
- Выставочный зал фирмы BASCO (BASCO Showroom); Филадельфия (1976)
- Мемориальный комплекс Бенджамина Франклина (Franklin Court); Филадельфия (1976)
- Пожарная станция Диксвел (Dixwell Fire Station), Нью-Хейвен (1974)
- Брант-Хаус (Brant House); Гринвич, Коннектикут (1972)
- Дома Трабек и Уислоки (Trubek and Wislocki Houses); Нантакет, Массачусетс (1971)
- Пожарная станция № 4 (Fire Station #4); Коламбус, Индиана (1968)
- Дом Ваны Вентури (Vanna Venturi House); Филадельфия (1964)
- Гилд-Хаус (Guild House); Филадельфия (1964)
- Институт изящных искусств (Institute of Fine Arts), Университет Нью-Йорка, реновация интерьеров; Нью-Йорк (1958)

## Теоретические работы
- Robert Venturi. Complexity and Contradiction in Architecture. New York: The Museum of Modern Art Press, 1966. ISBN 0-87070-281-5.
- Roobert Venturi, Denise Scott Brown and Steven Izenour. Learning from Las Vegas. Cambridge MA: MIT Press, 1972. ISBN 0-262-72006-X.
- Robert Venturi. Iconography and Electronics upon a Generic Architecture: A View from the Drafting Room. MIT Press, 1998. ISBN 0-262-72029-9.
- Robert Venturi and Denise Scott Brown. Architecture as Signs and Systems: for a Mannerist Time. Harvard University Press, 2004. ISBN 0-674-01571-1.